# Lake Bennett
Lake Bennett är en konstgjord sjö i Australien. Den ligger i kommunen Coomalie och territoriet Northern Territory, omkring 66 kilometer sydost om territoriets huvudstad Darwin. Lake Bennett ligger 54 meter över havet.
Trakten runt Lake Bennett är nära nog obefolkad, med mindre än två invånare per kvadratkilometer.. Närmaste större samhälle är Acacia Hills, omkring 19 kilometer norr om Lake Bennett.
Omgivningarna runt Lake Bennett är huvudsakligen savann. Genomsnittlig årsnederbörd är 1 646 millimeter. Den regnigaste månaden är januari, med i genomsnitt 396 mm nederbörd, och den torraste är augusti, med 1 mm nederbörd.